# Deutsche
Das Ethnonym Deutsche wird in vielfältiger Weise verwendet. Für die Definition der Deutschen als Ethnie werden verschiedene subjektive und objektive Kriterien genannt, unter anderem deutsche Abstammung, deutsche Muttersprache, Pflege deutscher Kultur, das Bekenntnis zum deutschen Volkstum und zur deutschen Geschichte und der Glaube an diese Gemeinsamkeiten. Eine „völkische“ Konzeption der Deutschen sieht dabei in der gemeinsamen Abstammung das primäre Unterscheidungsmerkmal zwischen Deutschen und Nichtdeutschen. Es gibt enge Wechselbeziehungen, aber auch Konfliktpotential zwischen den verschiedenen Konzeptionen, insbesondere einerseits zwischen dem Ethnienkonzept, das die Deutschen als Nachfahren des die deutsche Sprache sprechenden Bevölkerungsteils des Ostfrankenreiches betrachtet, aber später nationalistisch umgedeutet wurde, sowie andererseits den Bestimmungen über die rechtliche Zugehörigkeit zu Deutschland. Im juristischen Sinne bilden alle deutschen Staatsbürger das deutsche Staatsvolk. Bei der Zugehörigkeit dazu werden seit 1949 ethnische und kulturelle Kriterien nicht mehr berücksichtigt. Einzige Ausnahme sind die Statusdeutschen, also den Staatsangehörigen gleichgestellte Personen als Deutsche im Sinne des Grundgesetzes. Diese Rechtsstellung wird heute nur noch Spätaussiedlern in der Zeit zwischen ihrer Aufnahme im Bundesgebiet und der Bescheinigung ihres Status als Spätaussiedler gewährt.

## Etymologie
Das Adjektiv diutisc oder theodisk bedeutete ursprünglich so viel wie „zum Volk gehörig“ oder „die Sprache des Volkes sprechend“ und wurde seit spätkarolingischer Zeit zur Bezeichnung der nicht-romanischsprechenden Bevölkerung des Frankenreichs, aber auch der Angelsachsen benutzt. Es entstand in Abgrenzung zum Latein der Priester wie auch zum walhisk, der Bezeichnung für die Romanen, aus der unter anderem das Wort Welsche entstanden ist.
Erster Beleg für den Begriff ist eine Stelle aus der Gotenbibel des Wulfila im 4. Jahrhundert. Er bezeichnet die Nichtjuden, die heidnischen Völker, mit dem Adjektiv thiudisko.
Die Sprache westgermanischer Stämme wurde erstmals mit diutisc oder theodisk bezeichnet in einem Brief des päpstlichen Nuntius Georg von Ostia an Papst Hadrian I. über zwei Synoden, die 786 in England stattgefunden hatten. Im Brief hieß es wörtlich, dass die Konzilsbeschlüsse tam latine quam theodisce („auf Latein wie auch in der Volkssprache“) mitgeteilt wurden, „damit alle es verstehen könnten“ (quo omnes intellegere potuissent). In einer althochdeutschen Form (diutisk, bzw. diutsch oder tiutsch) lässt theodiscus sich zuerst in den Schriften Notkers belegen und im kurz darauf folgenden Annolied aus dem 11. Jahrhundert. Allerdings gibt es im Annolied noch eine weit gefasste Definition von „diutsch“, da der Autor schreibt, dass es in der Nähe von Indien Völker gebe, die diutischin sprecchin, und bleiben germanische Variante auch noch 150 Jahre danach selten.

## Die Deutschen als Ethnie

### Definitionen
Die Frage, wie die Deutschen ethnisch und als Nation zu definieren wären, hat im Laufe der Geschichte eine Fülle verschiedener, teils widersprüchlicher Antworten gefunden. Die Vorstellung einer ethnisch-kulturellen Einheit der Deutschen ist ab etwa Beginn des 19. Jahrhunderts, seit den Freiheitskriegen gegen die napoleonische Herrschaft, die wichtigste Grundlage deutscher Nationskonzepte. Da kein deutscher Nationalstaat existierte, konstituierte sich das Konzept der deutschen Nation nicht über einen Staat, sondern über Vorstellungen kultureller (insbesondere auch sprachlicher) Identität und gemeinsamer Abstammung. Dies prägt das deutsche Nationalverständnis bis in die Gegenwart und äußert sich etwa in den Bestimmungen über die deutsche Staatsangehörigkeit. Nach dem Historiker Friedrich Meinecke (1922) wird eine solche Nation als Kulturnation von Staatsnationen auf der anderen Seite abgegrenzt, wonach die deutsche Nation neben der italienischen eine der ersten primär kulturell und ethnisch konzipierten Nationen sei.
Der österreichisch-deutsche Völkerrechtler Rudolf Laun definierte 1930 „Volk im natürlichen Sinne“ als die aus „Abstammungsgemeinschaft und Geschlechtsverbindung entstandene und durch Gleichheit der Sprache zu geistiger Einheit verschmolzene sittliche Gemeinschaft des freien persönlichen Bekenntnisses“. Der Rechtswissenschaftler Karsten Mertens definiert 2004 deutsche Volkszugehörige unter Heranziehung des Bundesvertriebenengesetzes sowohl durch subjektive als auch durch objektive Merkmale: einerseits durch ein Bekenntnis zum deutschen Volkstum, das andererseits durch Abstammung, Sprache, Erziehung oder Kultur bestätigt wird.
Der Kulturwissenschaftler Harald Haarmann führt 2004 als Kriterien für die Zugehörigkeit die Muttersprache Deutsch und eine deutsche Abstammung an, wobei die Zahl derer, die das letztgenannte Kriterium erfüllen, größer sei als die Zahl der Muttersprachler. Deutschsein werde heute aber zunehmend im Sinne der Staatsangehörigkeit verstanden: Wer heute Deutsch spreche, könne ebenso gut aus Europa wie aus Asien oder Afrika stammen. Deutschsein sei zu einem „multiethnischen Begriff“ geworden und nähere sich somit strukturell Begriffen wie Englischsein, Französischsein oder Spanischsein an, die gleichfalls multiethnische Situationen beschrieben.
Der Soziolinguist Ulrich Ammon definiert 2015 den „schwierigen Begriff ‚deutsche Ethnie‘“ unabhängig von staatlichen Definitionen als Menschen, die glaubten, Gemeinsamkeiten in ihrer jeweiligen Abstammung, Geschichte, Sprache, Kultur oder Religion zu haben. „Der Glaube ist dabei letztlich ausschlaggebend“. Die Selbstzuordnung, das ethnische Bekenntnis, könne sich dabei auch überlappen oder schwanken. Dies sei vor allem bei Migranten in Deutschland sowie bei deutschsprachigen Minderheiten, etwa in Rumänien oder Russland, der Fall.

### Geschichte

#### Ethnogenese

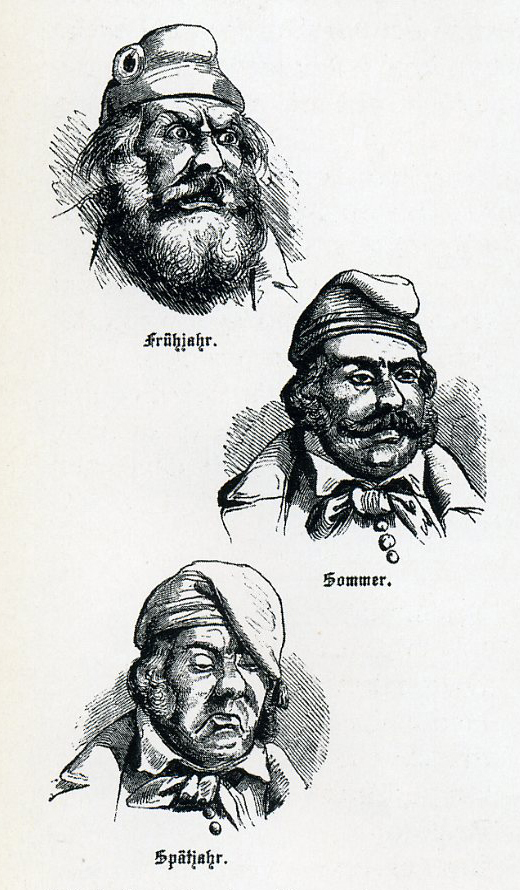
Der deutsche Michel im Revolutionsjahr 1848

Die Frage, ab wann von einem deutschen Volk gesprochen werden kann, fand seit dem Mittelalter unterschiedliche Antworten. Das Annolied des späten 11. Jahrhunderts und die um Mitte des 12. Jahrhunderts entstandene Kaiserchronik warten mit dem Geschichtsmythos auf, Gaius Iulius Caesar hätte Schwaben, Bayern, Sachsen und Franken unterworfen und anschließend mit ihrer, also deutscher Hilfe, das römische Kaisertum errichtet, das also in Wahrheit ein deutsches wäre. Etwas später führte Norbert von Iburg in seiner Vita Bennonis die Entstehung der Deutschen auf den Sieg Karls des Großen über die Sachsen zurück. Der Historiker Herfried Münkler weist darauf hin, dass eine Rückbesinnung auf eine erfahrene politische Gemeinschaft zu Beginn des 19. Jahrhunderts nicht möglich war, weshalb viele Literaten die Hermannsmythik, die Erzählungen über Friedrich Barbarossa, der im Kyffhäuser schlafe, einem Nationalepos zusprachen. Hauptsächlich Intellektuelle beschworen in politischen Mythen eine nationale Identität von oben. Der Schutzpatron der Deutschen, Erzengel Michael, wurde mit Schlafmütze zum deutschen Michel, der nicht richtig wach wird und von anderen Nationen leicht betrogen werden kann.
In der historischen Forschung ist bis heute umstritten, ab wann von Deutschland und ab wann vom deutschen Volk gesprochen werden kann. In der älteren, stark national geprägten Forschung wurde die Gleichsetzung von Germanen mit den Deutschen im mittelalterlichen Reich postuliert. Dieser Ansatz ist sehr problematisch und wird in der neueren Forschung abgelehnt, denn es wird dabei auch eine bewusste Eigenidentität vorausgesetzt. In der modernen Forschung wird Ethnogenese hingegen als sozialer Prozess verstanden, in dessen Verlauf sich eine Identität im Rahmen eines komplexen Entwicklungsprozesses erst langsam herausbildet. Hinzu kommt, dass eine Sprachgemeinschaft nicht einfach mit einer ethnischen Gemeinschaft gleichgesetzt werden kann. Die Auswertung der zeitgenössischen Quellen ergibt denn auch nicht das Bild von „deutschen Stämmen“, die sich im 9. Jahrhundert bewusst in einem eigenen Reich (dem Ostfrankenreich) zusammengeschlossen haben. Als Orientierungspunkt diente vielmehr bis weit ins 11. Jahrhundert hinein das Frankenreich.
Erst im 11. Jahrhundert taucht der Begriff rex Teutonicorum („König der Deutschen“) für den ostfränkischen/römisch-deutschen Herrscher auf, allerdings als Fremdbezeichnung durch anti-kaiserliche Kreise, denn die römisch-deutschen Herrscher haben sich selbst nie so bezeichnet. Für die mittelalterlichen römisch-deutschen Herrscher waren die deutschsprachigen Gebiete ein wichtiger Teil des Reiches, das aber daneben auch Reichsitalien und das Königreich Burgund umfasste. Aufgrund der Reichsidee, die die Anknüpfung an das antike Römerreich und eine heilsgeschichtliche Komponente beinhaltete, war der damit einhergehende Herrschaftsanspruch nicht national, sondern (zumindest theoretisch) universal ausgerichtet.
In der folgenden Zeit diente als loser politischer Rahmen das Reich, als verbindende kulturelle Komponente die deutsche Sprache. Eine „deutsche Identität“ – die Idee, zu einer spezifischen, abgegrenzten Gemeinschaft zu gehören – entwickelte sich im Allgemeinen Bewusstsein erst gegen Ende des 13. Jahrhunderts. Während in England und Frankreich mit ihren zentral organisierten Königsherrschaften die Tendenz zu „nationalen Königreichen“ neigte (wobei Benedict Anderson den Begriff Nation als „vorgestellte, begrenzte und souveräne Gemeinschaft“ erläutert), dominierte im von partikularen Grundstrukturen geprägten römisch-deutschen Reich die universale Reichsidee, wenngleich Begriffe wie deutsche Lande in späteren Quellen durchaus belegt sind. Erst im Spätmittelalter begannen deutsche Gelehrte wie z. B. Alexander von Roes und Lupold von Bebenburg sich Gedanken über die Rolle „der Deutschen“ im Gefüge Europas und einer politischen Identität (biologische Kategorien spielten hier keine Rolle) zu machen, was aus einer Position politischer Schwäche des Reiches geschah, wobei die Überlegungen weiterhin stark mit der Reichsidee verknüpft blieben. Nun erst setzte der Prozess einer langsamen politischen Identitätsbildung im eigentlichen Sinne ein.
Aus diesen Gründen wird die Frage, seit wann es ein deutsches Volk gibt, von der mediävistischen Forschung vor allem aufgrund der Prozesshaftigkeit der Ethnogenese nicht mehr eindeutig beantwortet. Laut Carlrichard Brühl hat nicht ein ewiges oder präexistentes deutsches Volk den deutschen Staat geschaffen, wie die völkische Geschichtsschreibung es lange annahm. In Wirklichkeit stehe umgekehrt „außer Frage, daß […] der Staat das deutsche Volk geschaffen hat“. Bernd Schneidmüller sieht in den oben erwähnten Ursprungsgeschichten ein Indiz für ein sich ab dem 11. Jahrhundert ausbildendes Bewusstsein der Zusammengehörigkeit. Nach dem Anglisten Manfred Görlach gab es im europäischen Mittelalter noch kein sprachlich begründetes Nationalgefühl. Der Historiker Heinz Thomas dagegen bewertet die integrierende Kraft der deutschen Sprache höher und nimmt an, dass seit den 1080er Jahren Alemannen, Bayern, Franken und Sachsen zusammenfassend als deutsch bezeichnet worden seien. Der Historiker Knut Schulz sieht dagegen Belege für ein Zusammengehörigkeitsgefühl von Deutschen im Ausland erst für das 15. Jahrhundert als gegeben an. Das Syntagma deutsche Nation ist erstmals für das 15. Jahrhundert belegt, deutsches Volk erst für das 19. Jahrhundert.

#### Mittelalter und frühe Neuzeit

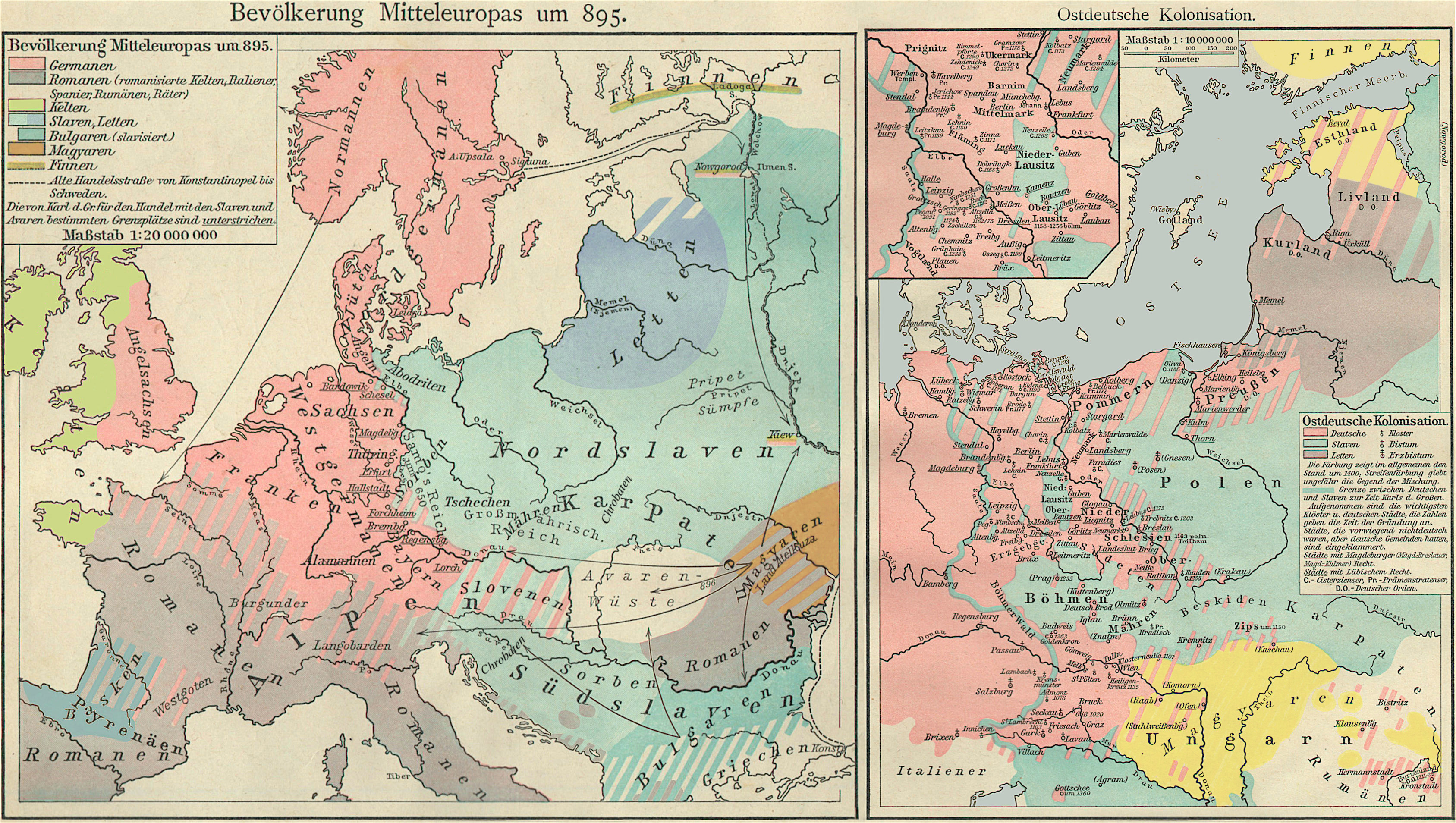
Putzger-Karte von 1893

Im Zuge der hochmittelalterlichen Siedlungsbewegung nach Osten gingen große Teile der Westslawen, die ab dem späten 6. und 7. Jahrhundert in die von den Germanen während der Völkerwanderung weitgehend geräumten Gebiete eingewandert waren (in etwa identisch mit den neuen Bundesländern östlich der Linie Elbe–Saale, dem östlichen Holstein, dem niedersächsischen Wendland und Teilen Oberfrankens sowie dem östlichen Österreich – siehe Germania Slavica), in der deutschsprachigen Bevölkerung auf. Letzte nicht-assimilierte Gruppen dieser Slawen sind die heute zweisprachigen Sorben in der Lausitz (max. 60.000) und in gewisser Weise auch die Kärntner Slowenen in Österreich, welche aber – anders als die Sorben – eine direkte Fortsetzung des slowenischen Siedlungsgebiets im heutigen Slowenien darstellen.
Das Heilige Römische Reich war ein multiethnisches Gebilde, in dem neben Deutschen auch Menschen mit italienischer, niederländischer, französischer und tschechischer Muttersprache in geschlossenen Siedlungsgebieten lebten. Der Historiker Helmut Neuhaus verweist auf zwölf Sprachen, die in der Frühen Neuzeit innerhalb der Grenzen des Heiligen Römischen Reichs Deutscher Nation gesprochen wurden, von denen Deutsch die häufigste gewesen sei. Es wurde aber auch außerhalb der Reichsgrenzen verbreitet gesprochen, namentlich in Ost- und Südostmitteleuropa.
Unterhalb des Kaisertums bildeten sich zunehmend selbstständige Territorien heraus, deren Untertanen dabei auch eine entsprechende, auf den Kleinstaat bezogene Identität entwickelten: So kämpfte man in Kriegen für seinen Fürsten gegen das Heer des Nachbarfürsten, auch wurde die Art der Religionsausübung im Zeitalter der Reformation nicht von einer gesamtdeutschen Autorität bestimmt (anders als etwa in England oder Frankreich), sondern vom jeweiligen Territorialherren. Daher beschränkte sich eine deutsche Identität naturgemäß mehr auf den sprachlichen und kulturellen Bereich. Dieser wurde allerdings mit der Zeit, vor allem aber auch durch die vermehrte Teilhabe der Bevölkerung an der Schriftkultur, immer wichtiger. Ulrich von Hutten und Martin Luther konnten daher mit ihrem Kampf gegen „welsche“ Kirchenherrschaft auf breite Unterstützung bauen. So wandte sich Luther 1520 in einer seiner Hauptschriften an den christlichen Adel „deutscher Nation“.
Auch die Barockdichter setzten sich für die deutsche Sprache und gegen Einflüsse anderer Sprachen ein, auch wenn noch beispielsweise der preußische König Friedrich II. der französischen Kultur den Vorzug gab, die in der frühen Neuzeit der deutschen Kultur wichtige Impulse gab (Vorbild Ludwigs XIV., Hugenotten). Die deutsche Kultur erfuhr auch von Zuwanderern wichtige Anregungen, genannt seien hier die Hugenotten (unter deren Nachfahren sich auch Theodor Fontane findet). Auch die jüdische Minderheit hatte Anteil am deutschen Geistesleben (Moses Mendelssohn), doch wenn sie sich nicht wie Heinrich Heine taufen ließen, galten sie bis zu ihrer rechtlichen Gleichstellung, die in den deutschen Staaten zwischen 1797 und 1918 erreicht wurde, nicht als vollgültige Deutsche und wurden ausgegrenzt.
Im Laufe der Zeiten wanderten weitere Bevölkerungsgruppen in den deutschen Sprachraum ein, so in der zweiten Hälfte des 19. Jahrhunderts viele Polen und Masuren ins Ruhrgebiet, und assimilierten sich im Laufe der Zeit. Auf der anderen Seite wanderten auch deutsche Bevölkerungsgruppen (aus der Schweiz, Deutsches Reich usw.) in fremdsprachige oder überseeische Gebiete aus, gründeten dort eigene Kolonien oder wurden von der dortigen Bevölkerung assimiliert.

#### Die Entstehung der deutschen Nation

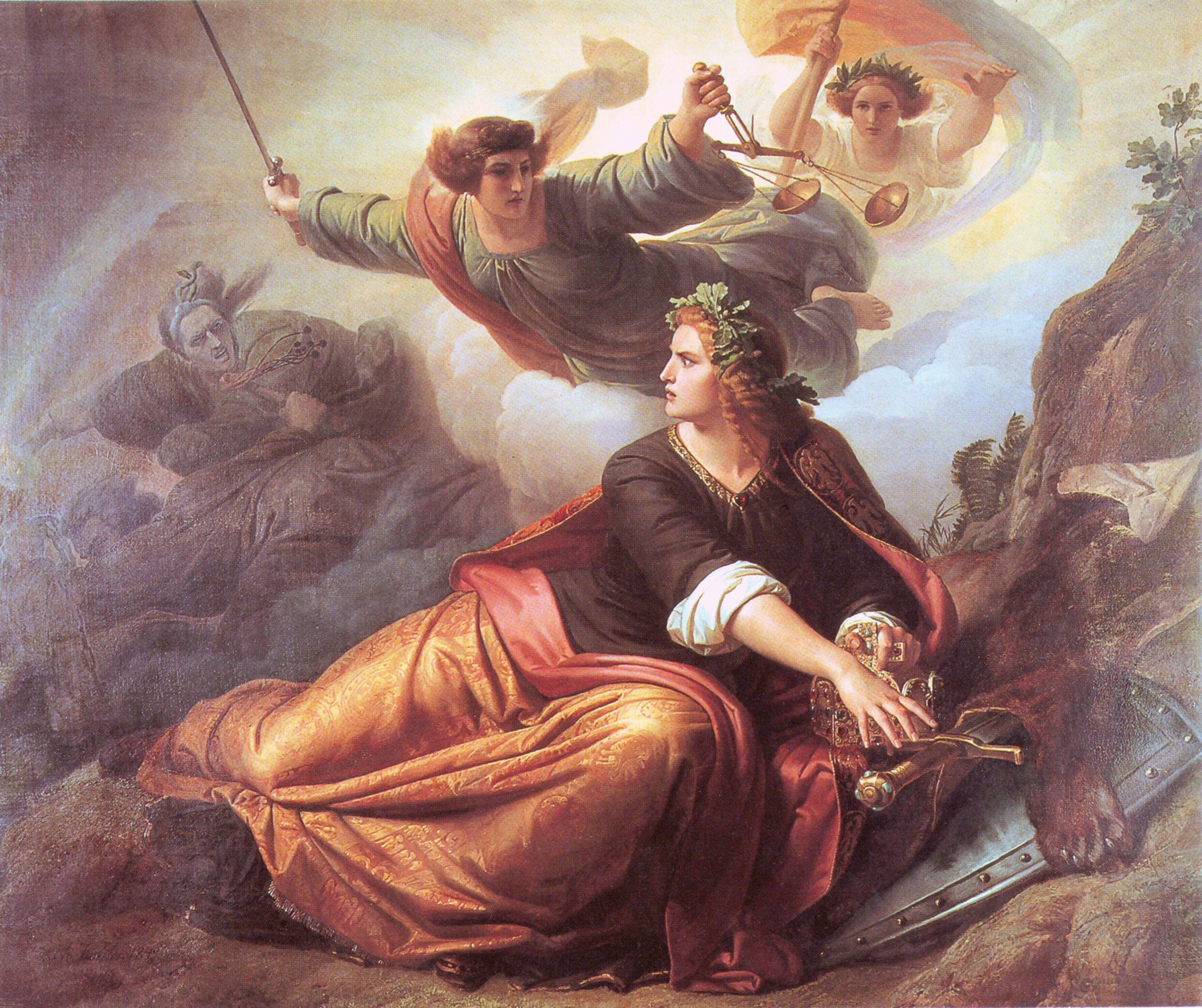
Das Gemälde Erwachende Germania von Christian Köhler zeigt im Zusammenhang mit der Deutschen Revolution 1848/1849 die deutsche Nationalallegorie Germania als Sinnbild der deutschen Nation. Symbolisiert durch die Bärenhaut, von der sich Germania nach einem Schlafe erhebt, überwindet sie den Attentismus.

Bis Ende des 18. Jahrhunderts gab es kein ausgeprägtes deutsches Nationalbewusstsein. Die territorial-politische Konzeption der ethnisch Deutschen bildete sich erst am Ende des 18. und zu Beginn des 19. Jahrhunderts heraus. Den Wechsel brachten die nationalen Bewegungen in der ersten Hälfte und der Mitte des 19. Jahrhunderts, die nach den siegreichen Befreiungskriegen gegen das französische Kaiserreich und die napoleonische Herrschaft großen Auftrieb erhielten. Sie stellten die Legitimität der herrschenden Dynastien infrage und verbanden die nationale Einheit mit der Forderung nach politischer Mitbestimmung des Volkes und wirtschaftlicher Liberalisierung. Dichter und Philosophen entdeckten Mythen und Geschichten, die die Einheit des Volkes begründen und die Abgrenzung zu anderen Nationen legitimieren sollten: Die Nation wurde aus einer imaginären Vergangenheit beschworen als uralter Organismus, der im „Volksgeist“ wurzelt. Dem verbreiteten Topos vom rohen, unzivilisierten und trinkfesten Deutschen wurde nunmehr das Idealbild von Tacitus’ Germania gegenübergestellt, als Beleg dafür, dass die Deutschen ein Volk mit gemeinsamen Vorfahren (einfache, unverbildete, treu und tapfer lebende Germanen) und gemeinsamer Geschichte seien, die bis in die Antike zurückreiche. Die Varusschlacht wurde verherrlicht, Hermann der Cherusker zum deutschen Nationalhelden stilisiert.
Die soziale Konstruktion der Deutschen als ethnisch und religiös homogener nationaler Eigengruppe, die unter anderen „Turnvater“ Jahn, Ernst Moritz Arndt und Johann Gottlieb Fichte in den 1810er Jahren leisteten, ging einher mit der Exklusion von Franzosen und Juden, die als fremd markiert wurden. Dies erfolgte auch in Reaktion auf die rechtliche Gleichstellung der Juden, die Napoleon in seinem Herrschaftsbereich durchgesetzt hatte und die nach 1814 vielerorts wieder rückgängig gemacht wurde. Obwohl viele deutsche Juden sich einer deutschen Kulturnation zugehörig fühlten und deutsche Staatsbürger waren, war auch nach ihrer endgültigen Emanzipation in der Reichsverfassung von 1871 ein antisemitisches Verständnis des Begriffs Deutsche verbreitet, das Juden ausschloss.

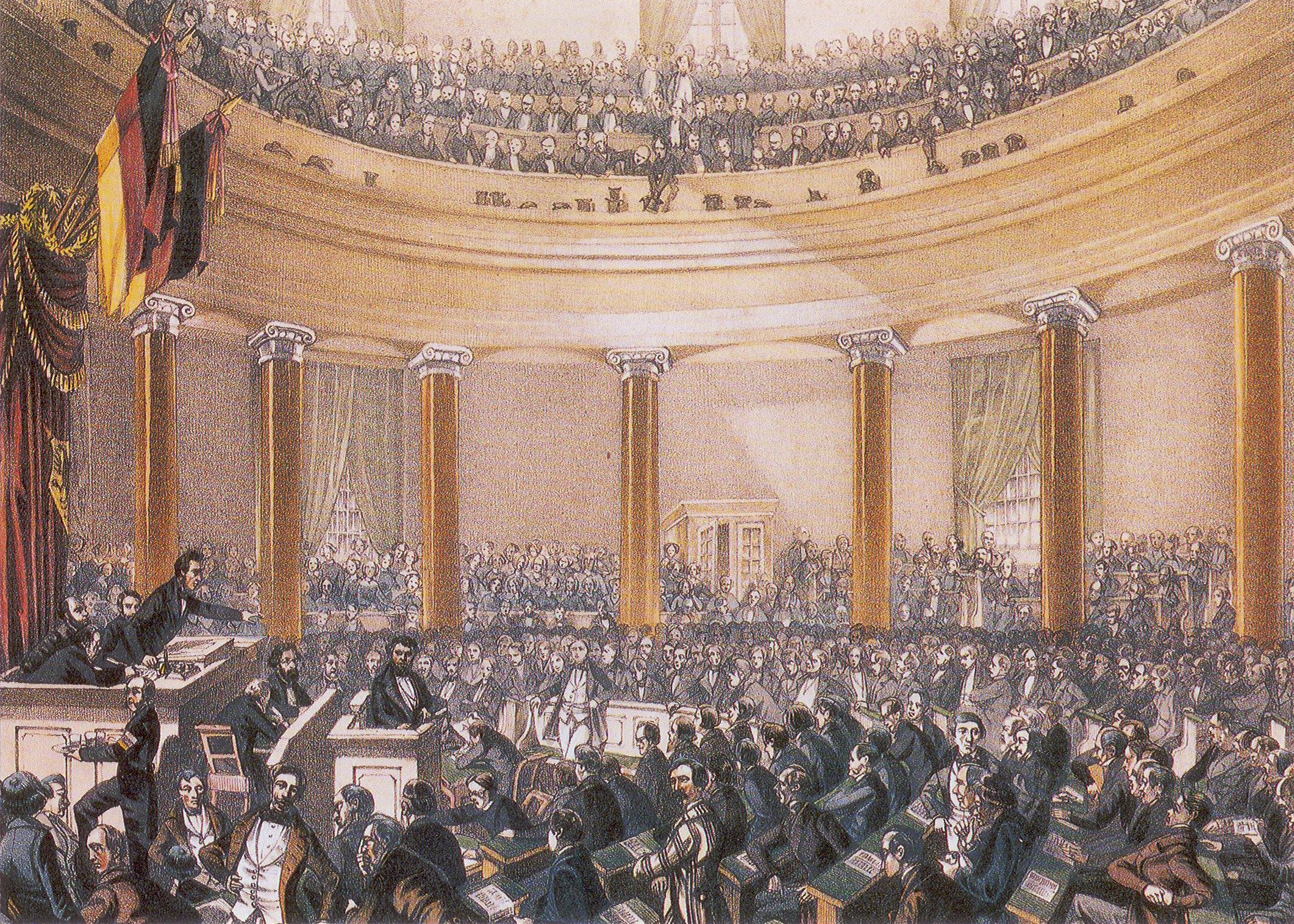
Frankfurter Nationalversammlung 1848

Die bürgerlich emanzipatorische deutsche Nationalbewegung führte zur Paulskirchenverfassung von 1849 mit dem Abschnitt VI Grundrechte des deutschen Volkes, in dem Volkszugehörigkeit und die Grundrechte beschrieben sind. Darin wurde nicht die ursprünglich angestrebte territorial-politische multinationale großdeutsche Lösung eines Bundesstaates konzipiert, sondern die räumliche und ethnische Verengung der Nationalität (kleindeutsche Lösung) hatte in der Nationalversammlung die Toleranz zurückgedrängt. Der preußische König Friedrich Wilhelm IV. wies die von der Kaiserdeputation angetragene Kaiserwürde am 2. April 1849 vor dem preußischen Kronrat zurück, da er eine nationale Einheitsbewegung (Erfurter Union) unter restaurativer preußischer Führung ohne „Frankfurter Unwesen“ anstrebte.
Erst 1871 wurde mit der Reichsgründung der erste einheitliche deutsche Nationalstaat begründet. Seine Einwohner wurden entsprechend als „Reichsdeutsche“ bezeichnet. Andere Deutsche hatten ihre Siedlungsgebiete meistens in Vielvölkerstaaten und nannten sich beispielsweise Banater Schwaben oder Sudetendeutsche usw. Für sie wurde hauptsächlich im Zusammenhang mit dem Nationalsozialismus der Sammelbegriff „Volksdeutsche“ verwendet. Im Vollzuge der Gleichschaltung der Länder zum nationalsozialistischen Einheitsstaat erfolgte nach dem Gesetz über den Neuaufbau des Reichs vom 30. Januar 1934 mit Verordnung vom 5. Februar 1934 die erstmalige und bis heute gültige Verankerung der deutschen Staatsangehörigkeit in den Standesregistern.

#### Völkisches Konzept
Parallel und teilweise mit dem ethnischen Konzept verwoben bildete sich ab dem Beginn des 19. Jahrhunderts ein bis in die Gegenwart nachwirkendes völkisches Verständnis von Deutschtum und Staatsangehörigkeit heraus, das in der gemeinsamen Abstammung das primäre Unterscheidungsmerkmal zwischen Deutschen und Nichtdeutschen annimmt. Aufbauend auf den Schriften Novalis’ entwickelte Friedrich Schlegel um 1801 die Idee einer „wahren“ Nation, welche ein familienähnliches Netzwerk bilden und so auf gemeinsamen Abstammungslinien, also einer gemeinsamen Abstammung, aller Nationsmitglieder beruhen würde. Schlegel ging entgegen jeglicher historischer Erkenntnis davon aus, dass eine gemeinsame Sprache von gemeinsamer Abstammung zeuge.
Innerhalb der Völkischen Bewegung, die im deutschen Kaiserreich entstand, bildete das als Abstammungsgemeinschaft verstandene deutsche Volk das zentrale Ideologem. Man glaubte, dass es lange historisch vor dem realen deutschen Staat existiert habe, mit dessen Staatsangehörigen, dem Staatsvolk, es nicht identisch sei, und unwandelbare Eigenschaften habe. Mit dieser Vorstellung wurden Forderungen nach Germanisierung der auch von Angehörigen anderer Ethnien bewohnten Teile des Deutschen Reichs gerechtfertigt, die entweder eingedeutscht oder vertrieben werden sollten. Auch diente es zur Legitimierung imperialistischer Eroberungsprogramme, da die Deutschen ein „Volk ohne Raum“ wären. Das deutsche Volk wurde gegenüber anderen Völkern als höherwertig dargestellt, wobei der damit einhergehende Rassismus auch minderwertige Elemente im deutschen Volkskörper ausmachte, die es zu bekämpfen gelte. Damit waren nicht zuletzt Juden gemeint. Konsens zwischen den völkischen Rassisten herrschte in dieser Frage nicht: Einige wie Alfred Ploetz hielten Rasse und Volk für synonym, während andere wie Hans F. K. Günther glaubten, aus dem angeblich bestehenden Rassengemisch des bestehenden Volkes eine reine Rasse herauszüchten zu müssen. Das Ideal dieser Rasse von Herrenmenschen waren die Arier, ein ursprünglich sprachwissenschaftlicher Begriff, dem dann ein biologischer Sinn unterlegt wurde. In der Zeit des Nationalsozialismus wurde das Adjektiv arisch synonym für nicht-jüdisch gebraucht. Mit Arierparagrafen, Ariernachweisen und schließlich mit dem Reichsbürgergesetz von 1935 wurden die Juden in Deutschland aus der deutschen Volksgemeinschaft ausgegrenzt.
Einzelne Beobachter sahen dabei das völkische Element noch 1993 als das zentrale definierende Charakteristikum der deutschen Nation.

#### Gegenwart
Nach einer Studie des Berliner Instituts für empirische Integrations- und Migrationsforschung (2014) definiert die große Mehrheit der Bevölkerung das Deutschsein über andere Kriterien als die Abstammung. Demnach waren 96,8 % der Befragten der Meinung, dass „Deutsch sprechen zu können“ sehr wichtig oder eher wichtig sei, um „deutsch“ oder „wirklich deutsch“ zu sein. Weitere Einschätzungen der Bevölkerung waren (Anteil der Antworten sehr wichtig/teils wichtig): deutscher Pass (78,9 %), akzentfrei Deutsch sprechen (40,8 %), auf das Kopftuch verzichten können (37,8 %), deutsche Vorfahren (37,0 %).
Das Statistische Bundesamt gibt für 2021 die Zahl der deutschen Staatsangehörigen mit rund 71,5 Millionen an. Etwas mehr als 16 % davon, nämlich rund 11,76 Millionen, haben einen Migrationshintergrund – besitzen also selbst oder mindestens ein Elternteil die deutsche Staatsangehörigkeit nicht durch Geburt –, wobei fast 7 Millionen Deutsche ohne eigene Migrationserfahrung sind. Die Zahl der Deutschen ohne Migrationshintergrund im weiteren Sinne wird mit etwas mehr als 60 Millionen angegeben.

### Neuere Ansätze der Soziologie und Psychologie

#### Assimilationshypothese und Abstammungshypothese
Anhand der Frage, ob jemand ethnisch Deutscher werden kann, lassen sich die Anhänger der Assimilationshypothese von denen der Abstammungshypothese unterscheiden. Die Assimilationshypothese besagt, dass die Anpassung an zentrale kulturelle Merkmale von Bedeutung sei. Dies seien vor allem die Beherrschung der deutschen Sprache, zuweilen die Nichtzugehörigkeit zum Islam, die Wohndauer in Deutschland und ein deutscher Ehepartner. Die Abstammungshypothese dagegen behauptet, dass man „deutsch sein“ nicht lernen könne: „deutsch“ sei man demnach nur, wenn die Eltern Deutsche sind. Auch Bassam Tibi, deutscher Politikwissenschaftler syrischer Herkunft, stellt dazu ausdrücklich fest: „Eine ethnische Identität kann nicht erworben werden.“ Laut einer Studie aus dem Jahr 2010 stimmt jedoch nur einer von 123 befragten Migranten und kein befragter autochthoner Deutscher der Aussage zu: „Man kann nie wirklich deutsch werden.“
Laut einer Studie der Humboldt-Universität zu Berlin mit dem Titel „Deutschland postmigrantisch“, für die über 8.200 Menschen befragt wurden, waren 2014 noch 37 Prozent der Ansicht, dass deutsche Vorfahren wichtig seien, um Deutsche oder Deutscher sein zu können. Über 40 Prozent der Bevölkerung sind der Meinung, man müsse dafür akzentfrei Deutsch sprechen. 38 Prozent der Bevölkerung gaben an, wer ein Kopftuch trage, könne nicht deutsch sein.
Die These, auch Anhänger der Assimilationshypothese hätten Probleme damit, in deutschen Muslimen ethnische Deutsche zu sehen, wurde 1998 von der „Gesellschaft muslimischer Sozial- und Geisteswissenschaftler“ bestätigt: Diese haben den Eindruck, „jedes Festhalten an genuin islamischen Positionen, die nicht dem von westlich-abendländischer Seite gesetzten Rahmen für Religiosität, Integrationskriterien und deutsche Identität entsprechen, könne von der Mehrheitsgesellschaft nur als gefährliche Abweichung vom gesellschaftlichen Konsens interpretiert werden.“
Im April 2016 behauptete der Soziologe und Journalist Christian Jakob, „die Zeit, in der ‚nur deutsch sein kann, wer deutschstämmig ist‘“, sei „beendet“.

#### Neue Deutsche

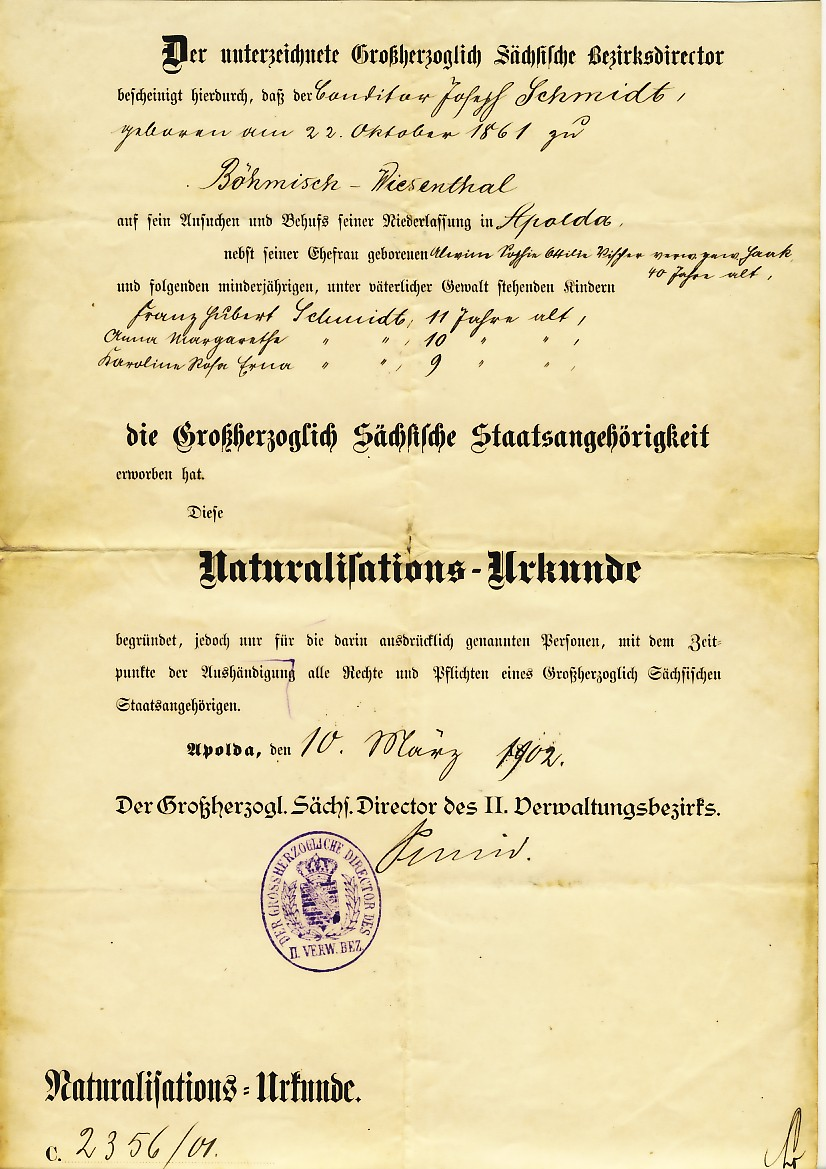
Naturalisationsurkunde von 1902

Der Begriff „Neue Deutsche“ war ein postmodernes Konstrukt, um Identitätsbildungsprozesse deutscher Staatsangehöriger mit Migrationshintergrund als prinzipielle Inklusionsprozesse zu verstehen und wurde im Forschungsprojekt „Hybride europäisch-muslimische Identitätsmodelle“ (HEYMAT) an der Humboldt-Universität Berlin bis 2016 verwendet.
In einem Verlust und Gewinn. Ergebnisse aktueller Studien zur Zuwanderung betitelten Aufsatz untersuchte Felix Grigat im April 2015 die Frage: „Wer gehört zum deutschen Wir?“ Von den deutschen Staatsangehörigen mit Migrationshintergrund gaben 2014 laut der oben erwähnten Studie der Humboldt-Universität 81 Prozent an, Deutschland zu lieben, und 77 Prozent fühlen sich demzufolge deutsch. Fast jedem zweiten Deutschen mit Migrationshintergrund (47 Prozent) sei es wichtig, als deutsch gesehen zu werden – genauso viel wie bei den Deutschen ohne Migrationshintergrund (47 Prozent).

### Germanophilie
Germanophilie (von lateinisch Germani ‚Germanen‘, und altgriechisch φιλία philia, deutsch ‚Freundschaft‘) bezeichnet eine allgemeine Affinität zu deutscher Kultur, Geschichte oder zum deutschen Volk und somit das Gegenstück der Germanophobie. Eine Gleichsetzung von „Germanen“ und „Deutschen“ erfolgte erstmals im 16. Jahrhundert bei Johannes Turmayr, genannt Aventinus. Im Deutschen existiert der Begriff jedoch hauptsächlich als wörtliche Übersetzung des im Englischen häufiger verwendeten Begriffs germanophilia und wird zur Beschreibung unterschiedlicher kulturgeschichtlicher, sozialer und literarischer Phänomene genutzt.

### Deutschenfeindlichkeit

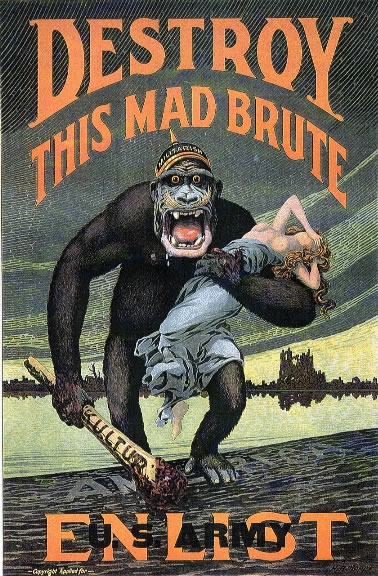
US-amerikanisches deutschenfeindliches Plakat aus dem Ersten Weltkrieg. Auf dem Knüppel steht das deutsche Wort Kultur geschrieben.

Deutschenfeindlichkeit, Germanophobie oder Deutschenhass (französisch germanophobie, englisch germanophobia) war eine breite Erscheinung in der Zeit der imperialistischen Auseinandersetzungen zwischen den Großmächten um die Jahrhundertwende (19./20. Jahrhundert) sowie insbesondere zur Zeit und während der Verfolgung nationalsozialistischer Gewaltverbrechen. Der Begriff wurde nach dem Zweiten Weltkrieg u. a. durch rechtsextremistische Gruppierungen für geschichtsrevisionistische Propaganda verwendet.
Der Begriff Deutschenfeindlichkeit wurde gelegentlich für die Beschreibung von Mobbing von ethnisch deutschen Schülern durch Mitschüler mit Migrationshintergrund benutzt. Eine verstärkte Debatte erfuhr das Wort ab 2009 im Zusammenhang mit von Berliner Lehrern und Wissenschaftlern beobachtetem Mobbing seitens muslimischer Schüler. Im Jahr 2017 ging das Kriminologische Forschungsinstitut Niedersachsen e. V. davon aus, dass es den Sachverhalt der „Deutschenfeindlichkeit“ gebe, und operationalisierte Aussagen, denen befragte Jugendliche zustimmten, sowie von ihnen ausgeübte Verhaltensweisen, die es als Ausdruck von Deutschenfeindlichkeit bewertete.

## Der politische Begriff in Deutschland

### Innerstaatliches Recht
Lange wurde in Deutschland die Frage, wer zum deutschen Staatsvolk gehört, nach dem Abstammungsprinzip entschieden. Dies zeigte sich deutlich am Verbot so genannter Mischehen, das die Gouverneure von Deutsch-Südwestafrika, Deutsch-Ostafrika und Samoa in den Jahren von 1905 bis 1912 erließen, obwohl das Schutzgebietsgesetz sie eigentlich zuließ. In Südwestafrika wurden solche Ehen annulliert, deutsche Männer, die solche Beziehungen führten, verloren ihr Wahlrecht, in Samoa wurden die Kinder aus solchen Beziehungen den so genannten „Eingeborenen“ gleichgestellt. Das bedeutete einen Bruch mit der traditionellen Patrilinearität des deutschen Staatsbürgerschaftsrechts, wonach die Staatsangehörigkeit des Kindes nach der des Vaters bestimmt wird. Ein weiteres Beispiel für ein solches Verständnis war das Reichs- und Staatsangehörigkeitsgesetz von 1913, das von der Idee einer Volksnation geprägt war: Nation und ethnische Homogenität des deutschen Volkes sollten zusammenfallen. Das Geburtsortsprinzip, das in den nicht-preußischen Bundesstaaten noch lange eine Rolle gespielt hatte und das die SPD vertrat, wurde verworfen. Entsprechend der damals vorherrschenden Staatslehre verstand man den Staat als Organismus, als biologische Einheit des blutsverwandten Staatsvolkes. Damit und mit der „langen Tradition institutionalisierter Diskriminierung gegenüber Ausländern bzw. ausländischen Arbeitern und nationalen Minderheiten“ entsprach das Gesetz, wie der Historiker Vito F. Gironda schreibt, dem Reichsnationalismus, der sich seit den 1880er Jahren zunehmend radikalisiert hatte.
Erst mit Inkrafttreten des Grundgesetzes 1949 änderte sich dieses ethnische Verständnis. Für die Zugehörigkeit zum deutschen Volk liegt keine Legaldefinition vor. De jure sind alle Personen Deutsche, welche
- die deutsche Staatsangehörigkeit besitzen (§ 1 StAG) oder
- als Flüchtlinge oder Vertriebene deutscher Volkszugehörigkeit Aufnahme auf dem Gebiet des Deutschen Reichs in den Grenzen vom 31. Dezember 1937 gefunden haben (→ Statusdeutscher; Art. 116 Abs. 1 GG).

Das deutsche Recht kennt verschiedene Begriffe des „Deutschen“. Im Sprachgebrauch des Grundgesetzes sind nach Art. 116 alle deutschen Staatsangehörigen Deutsche, ganz gleich welcher Ethnie sie angehören. Auf ethnische oder kulturelle Kriterien wird bei der Frage der Zugehörigkeit zum deutschen Staatsvolk nicht abgestellt. Deshalb sind Sinti, Juden, die dauerhaft in Deutschland leben und (Spät-)Aussiedler zumeist deutsche Staatsangehörige, auch wenn nicht alle anderen Deutschen sie der deutschen Ethnie zurechnen.
Deutsche im Sinne des Grundgesetzes sind auch diejenigen, die ihre Abstammung unter bestimmten Umständen von deutschen Vorfahren nachweisen können (Statusdeutsche). Sie stellen die einzige Ausnahme dar, bei der die Volkszugehörigkeit staatsrechtlich von Bedeutung ist. Bei Statusdeutschen soll die „Zugehörigkeit zu der deutschen Nation im ethnisch-kulturellen Sinne den grundsätzlich maßgeblichen Anknüpfungspunkt für die Verleihung der deutschen Staatsangehörigkeit bilden.“ Das war etwa von Bedeutung, wenn jemand in Deutschland ein Bürgerrecht für sich geltend machte, insbesondere das Recht auf einen dauerhaften Aufenthalt in Deutschland (Freizügigkeit im Sinne von Art. 11 GG), das Recht auf freie Berufswahl (Art. 12 GG) oder das Recht auf Rentenzahlungen nach dem Fremdrentengesetz. § 6 des Bundesvertriebenengesetzes (BVFG) definiert einen deutschen Volkszugehörigen als jemanden, der „sich in seiner Heimat zum deutschen Volkstum bekannt hat, sofern dieses Bekenntnis durch bestimmte Merkmale wie Abstammung, Sprache, Erziehung, Kultur bestätigt wird.“ Diese Formulierung geht auf die nationalsozialistische Verordnung über die Deutsche Volksliste und die deutsche Staatsangehörigkeit in den eingegliederten Ostgebieten vom 4. März 1941 zurück, die Abstufungen deutscher Staatsangehörigkeit für bestimmte, rassisch definierte Bevölkerungsgruppen in den vom Reich annektierten Gebieten festgelegt hatte. Heute gehört der besondere Rechtsstatus der Statusdeutschen, wie der Rechtswissenschaftler Ingo von Münch urteilt, „praktisch der Vergangenheit an“. Er wird nur noch Spätaussiedlern für die Zeit zwischen ihrer Ankunft in Deutschland und der Ausstellung einer Bescheinigung zum Nachweis ihrer Spätaussiedlereigenschaft nach § 15 BVFG gewährt.
Sonderfälle stellen Personen dar, die 1945 als deutsche Staatsangehörige ihren Wohnsitz östlich der Oder-Neiße-Linie beibehalten haben, und Personen, die nach Art. 116 Abs. 2 GG einen Anspruch darauf haben, dass ihre illegale Ausbürgerung aus politischen oder rassischen Gründen während der Zeit des Nationalsozialismus rückgängig gemacht wird. Die Nachkommen beider Gruppen haben einen Rechtsanspruch auf Bestätigung der deutschen Staatsangehörigkeit, wenn sie einen entsprechenden Antrag stellen. Hierbei handelt es sich vor allem um Staatsbürger der Republik Polen und Israels.
Darüber hinaus besteht seit 2021 auch für jene (Nachfahren von) Verfolgten des NS-Regimes, welche nicht unter die Regelung des Art. 116 Abs. 2 des Grundgesetzes fallen, ein Rechtsanspruch auf einen vereinfachten (Wieder-)Erwerb der deutschen Staatsangehörigkeit. Dies gilt auch bei Wohnsitz im Ausland. Eventuell bestehende andere Staatsbürgerschaft(en) dürfen fortbestehen.

### Völkerrechtliche Verträge
Nach dem Zusammenbruch des Kommunismus im Ostteil Europas und der Auflösung des Warschauer Pakts schloss die Bundesrepublik Deutschland Verträge, durch die sich die Vertragspartner zum Schutz der deutschen Minderheit in ihren Staatsgebieten verpflichten. Es handelt sich um die folgenden Verträge:
- Vertrag mit Polen vom 17. Juni 1991
- Vertrag mit der Tschechischen und Slowakischen Republik vom 27. Februar 1992
- Vertrag mit Ungarn vom 6. Februar 1992
- Vertrag mit Rumänien vom 21. April 1992.[75]

Der Begriff „nationale Minderheit“ ist im Sinne des „Rahmenübereinkommens des Europarates zum Schutz nationaler Minderheiten“ zu verstehen, das Deutschland am 11. Mai 1995 unterzeichnet hat. In Artikel 3 dieses Übereinkommens heißt es: „Jede Person, die einer nationalen Minderheit angehört, hat das Recht, frei zu entscheiden, ob sie als solche behandelt werden möchte oder nicht; aus dieser Entscheidung oder der Ausübung der mit dieser Entscheidung verbundenen Rechte dürfen ihr keine Nachteile erwachsen.“ Ein polnischer Staatsbürger deutscher Abstammung hat also beispielsweise das Recht, selbst zu entscheiden, ob er als „Deutscher“ eingestuft und behandelt werden möchte oder nicht, und „Deutschtumsprüfungen“ finden bei Angehörigen der nationalen Minderheit der Deutschen dort, wo sie anerkannt sind, nicht statt. Die letztgenannte Regelung gilt allerdings nicht für Personen, die als Spätaussiedler anerkannt und Bundesbürger werden möchten.
Eine entsprechende Regelung wurde bereits im Deutsch-dänischen Abkommen vom 29. März 1955 vereinbart. Dort erklärt die dänische Regierung: „Das Bekenntnis zum deutschen Volkstum und zur deutschen Kultur ist frei und darf von Amts wegen nicht bestritten oder nachgeprüft werden.“
Die Bundesrepublik Deutschland fördert deutsche Minderheiten in den Ländern, mit denen sie in den 1990er Jahren die o. g. Verträge abgeschlossen hat. Allerdings werden ausschließlich Mittlerorganisationen begünstigt. Eine direkte Förderung von Individuen, die der deutschen Minderheit angehören, findet nicht statt. Rechtsansprüche gegen den deutschen Staat, die über die Garantien des Art. 116 GG hinausgehen, haben Angehörige deutscher Minderheiten nicht (→ Bleibehilfen).

## Begriffliche Abgrenzungen
Menschen mit deutscher Staatsangehörigkeit, die ins Ausland migriert sind, werden als Auslandsdeutsche bezeichnet.

Deutschtum ist eine heute eher seltene Bezeichnung für ein deutsches Wesen, eine Kultur von Deutschen, auch außerhalb Deutschlands (vgl. Volkstum). So benannte sich beispielsweise 1908 der Allgemeine Deutsche Schulverein in Verein für das Deutschtum im Ausland um (zuletzt und bis zu seiner Auflösung im Jahr 2019 war er als Verein für Deutsche Kulturbeziehungen im Ausland tätig) und mit Führererlass vom 7. Oktober 1939 wurde Heinrich Himmler zum Reichskommissar für die Festigung deutschen Volkstums ernannt.
1977 galt Deutschtümelei als eine aufdringliche Betonung eines – wie auch immer gearteten – „typisch Deutschen“.

Im Zusammenhang mit den Begriffen Deutschtum und Deutschtümelei (übertriebener Betonung des deutschen Wesens) sei auf die bereits oben hervorgehobene Herkunft und ursprüngliche Bedeutung des Wortes „deutsch“ hingewiesen. Sie war zunächst eine abgrenzende Bezeichnung von „keltischen Bewohnern westeuropäischer Gebiete“ und nahm – daraus abgeleitet – auch eine geschichtliche Bedeutung an. Die Bezeichnung deutsch ist aus dieser Sicht am besten aus dem Gegensatz zu welsch richtig zu verstehen und zu beurteilen. Der Begriff „deutsch“ ist so gesehen zwar eine Bezeichnung sprachlich germanischen Ursprungs, wurde aber zunächst vor allem in der latinisierten Form theodisca lingua als amtliche Bezeichnung der germanischen (altfränkischen) Sprache im Reich Karls des Großen gebraucht.
Auch die Bezeichnung Germanien ist ein römischer Begriff und kein Name, den sich die so genannten Völker selbst gaben. Geschichtlich spielte die Situation der Völkerwanderung und der politisch vom Römischen Reich angestrebten Romanisierung Germaniens eine entscheidende Rolle. Die negative Bewertung und Bedeutung des Begriffs Deutschtümelei hängt zusammen mit einer rein abgrenzenden Haltung zwischen diesen kulturellen und sprachlichen Einflüssen. Das Moment der Abgrenzung und Ausgrenzung klingt jedoch nicht nur in dem Begriffspaar „welsch“ und „deutsch“ an, sondern auch in dem Begriff der „Barbaren“. Dies war in der Antike eine Sammelbezeichnung ursprünglich für alle der griechischen und später auch der römischen Kultur fernstehenden Völker.

## Geographische Verteilung

### Deutsche und Nichtdeutsche in Deutschland
Nach Gründung der Bundesrepublik Deutschland und der Deutschen Demokratischen Republik führten nur diese beiden Staaten noch das Wort „Deutsch“ beziehungsweise „Deutschland“ in ihrem Staatsnamen. Art. 116 des Grundgesetzes umfasst mit dem Begriff „Deutscher“ mehr Menschen als jene mit deutscher Staatsangehörigkeit, nämlich auch die sogenannten Statusdeutschen, deren Zahl allerdings inzwischen als sehr gering angenommen wird. Wenn nach der deutschen Wiedervereinigung von „Deutschen“ die Rede ist, sind in der Regel Menschen mit deutscher Staatsangehörigkeit gemeint.
Nicht alle Einwohner Deutschlands sind deutsche Staatsangehörige oder haben nur eine Staatsbürgerschaft. Nach dem Zensus von 2011 haben etwa 4 Millionen Deutsche eine weitere Staatsbürgerschaft. Die nicht vorhandene deutsche Staatsangehörigkeit eines in der Bundesrepublik lebenden Menschen darf nur dann zur Abwehr von Ansprüchen rechtlich geltend gemacht werden, wenn sich der Betreffende dabei auf ein Bürgerrecht beruft. Ansonsten verbietet es Art. 3 des Grundgesetzes, Menschen auf Grund ihrer Abstammung und Herkunft zu benachteiligen oder zu bevorzugen. Nach der Wiedervereinigung und dem Zusammenbruch der Sowjetunion sank mit der Zahl der Statusdeutschen das Bedürfnis nach einer über die Staatsgrenzen Deutschlands hinausreichenden Definition der Deutschen, so dass bei der Reform des Jahres 2000 in das deutsche Staatsangehörigkeitsrecht erstmals seit Beginn des 20. Jahrhunderts wieder Elemente des Geburtsortsprinzips (ius soli) Eingang fanden. Bis dahin galt in Deutschland ausschließlich das Abstammungsprinzip.
Die Bundesrepublik versteht sich als Staat aller Deutschen, gleich welcher ethnischen Gruppe, welcher Kultur oder Religion sie zugerechnet werden. Somit ist es unzulässig, bestimmte ethnische oder kulturelle Merkmale als dominierend zu definieren und einen Verfassungsauftrag zu formulieren, der deren Schutz verlangt. Das würde der freiheitlichen Konzeption des Grundgesetzes zuwiderlaufen. Die Rechte anerkannter nationaler Minderheiten in Deutschland sind durch Gesetze geschützt. Das bedeutet, dass sie selbst entscheiden, ob sie in einer bestimmten Situation als Deutsche (kraft Staatsangehörigkeit) oder als Angehörige einer ethnischen oder nationalen Minderheit (mit einem verbrieften Recht z. B. auf Brauchtumspflege oder eigene Schulen) behandelt werden wollen. In Deutschland gibt es außerdem keine staatliche Erfassung der Angehörigen nationaler Minderheiten und auch generell keine bevölkerungsstatistischen und sozioökonomischen Daten, die auf ethnischer Basis erhoben werden.
Kompliziert ist das Verhältnis der Friesen in Deutschland zur Frage ihrer „(nicht)deutschen Identität“. Es dauerte lange, bis sie bereit waren, sich auch als Deutsche zu sehen. So war noch 1463 von „Freschen boden oder grunt“ im Gegensatz zu „Duitschen grunt“ die Rede. Noch bis weit in die Neuzeit begann für Friesen erst landeinwärts der Grenze ihrer Siedlungsgebiete „Deutschland“. Ihre Differenzen zur Mehrheitskultur der Deutschen sind als gering anzusehen, womit auch ihre Volksgruppe zum deutschen Volk zählt.

„Die Friesen in Ostfriesland eint ein Gefühl gemeinsamer Geschichte und Kultur, das sich in einer regionalen Identität ausdrückt. Sie betrachten sich nicht als nationale Minderheit. Die Saterfriesen betrachten sich als saterfriesische Sprachgruppe. Die größte Gruppe der organisatorisch zusammengeschlossenen Nordfriesen – der Nordfriesische Verein – sieht sich ebenfalls nicht als nationale Minderheit, sondern als Gruppe mit eigener Sprache, Geschichte und Kultur innerhalb Deutschlands. Die zweite überregionale Organisation, die Friisk Foriining (früher ‚Foriining for nationale friiske‘) sieht die Friesen als eigenständiges Volk und betrachtet sich als nationale Minderheit in Deutschland. Heute haben sich beide Gruppen auf die Kompromissbezeichnung ‚friesische Volksgruppe‘ geeinigt und werden so auch in der Verfassung des Landes Schleswig-Holstein bezeichnet.

Nach dem Rahmenübereinkommen zum Schutz nationaler Minderheiten wird der Status der friesischen Volksgruppe dem einer nationalen Minderheit gleichgesetzt. Dies wird von allen friesischen Verbänden und Organisationen begrüßt.“

Im Übrigen halten viele Soziologen es nicht für sinnvoll, die Herkunft von Menschen mit Migrationshintergrund in Deutschland zu fixieren (wie es in einigen osteuropäischen Ländern mit Hilfe von Nationalitätseinträgen geschieht): „Die Eigendynamik der modernen Gesellschaft [ist] erheblich inklusiver […] als die politische Semantik in Deutschland in den letzten 40 Jahren. Aus der internationalen Migrationsforschung ist bekannt, dass sich Migranten mit permanentem Residenzstatus von der autochthonen Bevölkerung immer weniger unterscheiden, was nicht im Sinne einer kulturellen Assimilation zu verstehen ist, sondern in dem Sinne, dass die Institutionen des Rechts und des Marktes, der Bildung und vielleicht auch der Politik für Herkünfte indifferenter werden.“
Durch soziologische Konzeptionen der Hybridität und des Diversity Managements wird die Idee infrage gestellt, Menschen müssten entweder Deutsche oder Nichtdeutsche sein und sich zu einem von beidem „bekennen“. Vielmehr seien deutsche Staatsbürger und lange in Deutschland lebende Menschen nicht-deutscher Staatsangehörigkeit oftmals „andere Deutsche“. Dies treffe in besonderem Maß auf muslimische Dauerbewohner Deutschlands zu.

### Verhältnis zu anderen deutschsprachigen Volksgruppen innerhalb Europas

Der deutsche Sprachraum in Europa

Mit der Reichsgründung von 1871 kam es zu einem Bruch zwischen dem politischen und nicht-politischen Deutschlandbegriff. Das Deutsche Reich vereinigte weder alle Deutschsprachigen, noch waren alle seine Staatsbürger deutschsprachig: Die deutschsprachige Bevölkerung im Baltikum, in Österreich, der Schweiz und Luxemburg gehörten nicht zum Reich, andererseits schloss das Staatsgebiet nichtdeutsche Minderheiten wie Franzosen, Dänen, Niederländer, Sorben und Polen ein. Mit seiner Gründung wurden das Deutsche Reich und Deutschland gleichgesetzt. Deswegen musste die nicht-politische Zugehörigkeit zum umfangreicheren deutschen Sprach- und Kulturgebiet durch einen Zusatz ausgedrückt werden: Es entstanden völkische Bezeichnungen wie Deutschschweizer, Deutsch-Balten, Deutsch-Österreicher und so weiter; Deutsche an sich waren nur noch die Reichsdeutschen. Dies ist einer der Gründe, aus denen sich die meisten Schweizer, Liechtensteiner, Südtiroler, Österreicher und anderen Deutschsprachigen nicht als Deutsch bezeichnen, obwohl sie wie die Deutschen aus dem mittelalterlichen und frühneuzeitlichen deutschen Sprach- und Kulturgebiet entstanden. Das wandelnde Verhältnis dieser Gruppen zu den Deutschen und dem Deutschsein ist kompliziert und vielschichtig.

#### Schweizer
Das Staatsgebiet der Schweiz umfasst deutsche, französische, italienische und rätoromanische Kultur- und Sprachgebiete, die grenzüberschreitend mit den Nachbarstaaten bestehen, sowie Kantone mit überwiegend katholischer und protestantischer Religionszugehörigkeit. Die einheimischen Volksgruppen der Schweiz versuchen einerseits, ihre jeweilige Identität beizubehalten, haben aber andererseits im Laufe der Zeit ein gemeinsames volksgruppenübergreifendes Zusammengehörigkeitsgefühl und einen festen Willen zum Erhalt des gemeinsamen Staates entwickelt. Separatistische Bestrebungen gibt es keine, so dass die Menschen ihre Staatsgemeinschaft auch als Willensnation bezeichnen. Von den deutschsprachigen Schweizern wird zumeist das Schweizerdeutsch, eine Sammelbezeichnung für die in der Deutschschweiz gesprochenen alemannischen Dialekte und ein wesentliches Teil des Schweizer Gemeinschafts- und Heimatgefühl, als Alltagssprache gesprochen. Schweizer Hochdeutsch wird im Alltag kaum gesprochen, zumeist eher zur Verständigung mit oder unter Personen, die des Schweizerdeutschen nicht mächtig sind, so z. B. mit Bewohnern der Romandie, der Italienischen Schweiz bzw. mit Auswärtigen oder zugezogenen Personen.
Um 1500 waren die Schweizer, sowohl in der Eigenwahrnehmung als in der Fremdwahrnehmung, Glieder des Heiligen Römischen Reichs und, im zeitgenössischen Sinn, Deutsche. So definierte die Berner Chronist Diebold Schilling die Schweizer mit der Wendung „gemeinen Eidgnossen und aller Tütschen nacion“ (Eidgenossen und aller deutscher Sprache) als Teil eines größeren Verbands. Wobei der Begriff „Nation“ in seinem mittelalterlichen Kontext vor allem als Sprachgemeinschaft statt Volksgemeinschaft übersetzt werden muss. Das Ethnonym „Schweizer“ oder „Helvetius“ war anfangs noch keine Volksbezeichnung, sondern einen „gemeinen Kriegsnamen“ auf prinzipiell derselben Ebene wie „Landsknecht“.
Die Ablösung der Schweizer vom Reich, Reichsgedanken oder – und damit nicht deckungsgleich – das wandelnde Verhältnis der Schweizer zur deutschen Nation lassen sich schwer auf epochale Daten reduzieren. Stattdessen geht es um einen jahrhundertelangen Prozess, in dem vier Phasen zu unterscheiden sind: die Ausbildung einer natio helvetica im Rahmen des Reichsverbands bis etwa 1550; eine rechtliche Ambivalenz im Verhältnis der Eidgenossenschaft zum Heiligen Römischen Reich von circa 1550 bis circa 1650; die formale Klärung der Schweizer Souveränität im Jahrhundert zwischen um 1650 und 1750; und letztlich, mit einem Rückgriff ab 1700, die Formation der Schweizer Kulturnation. Der Prozess der Nationenbildung hat in der Schweiz früher angefangen als in Deutschland, was auch von Zeitgenossen bemerkt wurde. So behauptete der deutsche Staatswissenschaftler Friedrich Karl von Moser in seinem 1766 erschienenen Buch „Von dem Deutschen Nationalgeist“, dass es den Deutschen, im expliziten Vergleich zu den Schweizern, an ein Nationalbewusstsein fehlte. In der wilhelminischen Zeit und während der Herrschaft des Nationalsozialismus, distanzierten die Schweizer sich mehr von den Deutschen als vorher.

#### Österreicher
Teile des 18. und 19. Jahrhunderts waren gekennzeichnet durch die Zuspitzung des Konflikts zwischen Preußen und Österreichern um die Vormachtstellung innerhalb des Heiligen Römischen Reiches, was im Deutschen Dualismus mündete. 1806 legte der letzte römisch-deutsche Kaiser, Franz II., seine Krone nieder, da sich zahlreiche deutsche Fürsten dem vom französischen Kaiser Napoleon I. geschaffenen Rheinbund angeschlossen hatten. Bereits 1804 war das Kaisertum Österreich entstanden, indem sich Kaiser Franz II. als Franz I. zum Kaiser von Österreich krönen ließ. Nachdem Österreich im Sommer 1813 dem Bündnis von Preußen und dem Russischen Reich gegen Napoléon beitrat und in der Völkerschlacht bei Leipzig dem französischen Kaiser eine schwere militärische Niederlage beibrachten, war damit der Grundstein für den 1815 gegründeten Deutschen Bund gelegt, der Preußen und Österreich wiederum verband. Als in der Revolution von 1848 die Errichtung eines deutschen Nationalstaates möglich schien, stritt man sich heftig darum, ob zusammen mit Österreich eine Großdeutsche Lösung gefunden werden könne. Das Habsburgerreich umfasste auch zahlreiche Gebiete, in denen Deutsche nur eine Minderheit darstellten, wie beispielsweise Böhmen und Ungarn, deren Einbeziehung im Widerspruch zu einer nationalstaatlichen Lösung gestanden hätte. Die deutsche Frage wurde 1867 bzw. 1870/71 dadurch geklärt, dass das Königreich Preußen zunächst den militärischen Sieg über Österreich erzielte, den Norddeutschen Bund gründete und daraufhin die Lösung eines weitgehend preußisch geprägten Deutschen Reiches ohne Österreich durchsetzte (→ Kleindeutsche Lösung). Dennoch bestanden bündnispolitische Verbindungen weiter fort, hinzu kamen die üblichen kulturellen Verbindungen, wie sie zwischen befreundeten Nachbarstaaten üblich sind.
Nach dem Zerfall der Österreichisch-Ungarischen Monarchie entstand 1918 die Republik Österreich (die kurzfristig als Deutschösterreich bezeichnet wurde). Es gab viel Skepsis, inwieweit dieser „Rest-“ oder „Rumpfstaat“ – beraubt der ungarischen Agrar- und der böhmischen Industriegebiete – alleine lebensfähig sei. Ein Zusammenschluss mit dem Deutschland der Weimarer Republik wurde aber durch den Vertrag von Saint-Germain unmöglich (Anschlussverbot). Mit dessen Ratifizierung im Jahr 1919 wurde auch der Name „Deutschösterreich“ untersagt und in „Republik Österreich“ geändert.
In der Zeit des austrofaschistischen Ständestaats (1933 bis 1938) – der mit der Ausschaltung des Parlaments und der Eliminierung demokratischer Strukturen durch den Bundeskanzler Engelbert Dollfuß begann – war es der offizielle Standpunkt der Regierenden, Österreich als „zweiten“ – und wegen des katholischen Fundaments – „besseren deutschen Staat“ anzusehen. Ein eigenes Nationalbewusstsein war nur in Ansätzen vorhanden, man empfand sich als Österreicher, grenzte sich jedoch gegenüber den Deutschen nur unscharf ab. Als Bundeskanzler Kurt Schuschnigg immer stärker unter deutschen Druck geriet und eine Volksabstimmung ansetzte, ob Österreich Teil von Deutschland werden solle, und dafür sogar auf die Unterstützung der bis dato verfolgten Sozialdemokraten zurückzugreifen gedachte, verlangte die deutsche Führung ultimativ, die Abstimmung abzusetzen. Schließlich marschierte die deutsche Wehrmacht in Österreich ein. Der „Anschluss“ Österreichs am 13. März 1938 wurde von zahlreichen Menschen begrüßt, andere wiederum mussten fliehen oder wurden verhaftet. Führende Vertreter der österreichischen Sozialdemokratie wie auch der Vaterländischen Front, darunter auch Schuschnigg, wurden in Konzentrationslager verbracht. Die ursprünglich von Schuschnigg initiierte Volksabstimmung fand schließlich unter pseudo-demokratischen Umständen statt – ohne Wahlgeheimnis – und führte zu der von der neuen Autoritäten angestrebten Zustimmung. Der Name Österreich wurde aus den Bezeichnungen der nun zu Reichsgauen umgeformten Bundesländer getilgt (so wurde Ober- und Niederösterreich zu Ober- und Niederdonau). Die darauffolgenden Ereignisse, der Zweite Weltkrieg und die nationalsozialistische Diktatur, führten dann zu einem verstärkten Wunsch nach der Rückkehr zu einem österreichischen Nationalstaat. Viele Österreicher betätigten sich als Widerstandskämpfer gegen das nationalsozialistische Regime – z. B. Carl Szokoll – oder mussten wegen ihrer oppositionellen Haltung – wie etwa Franz Jägerstätter, der bereits 1938 die Eingliederung Österreichs in das Nachbarland abgelehnt hatte – mit ihrem Leben büßen.
Unmittelbar nach der Befreiung Österreichs und der Wiedererrichtung der Republik Österreich wurden am 10. Juli 1945 durch das österreichische Staatsbürgerschafts-Überleitungsgesetz (StGBl. Nr. 59/1945) die Sammeleinbürgerungen österreichischer Staatsbürger im Zuge des Anschlusses Österreichs an Deutschland rückgängig gemacht. Unterstützt durch die erfolgreiche Geschichte der Zweiten Republik ging auch eine eindeutige Abgrenzung gegenüber den Deutschen einher. Dazu trug neben den Erfahrungen mit dem Nationalsozialismus auch die Tatsache bei, dass sich Österreich gegenüber den Besatzungsmächten als „erstes Opfer des Nationalsozialismus“ bessere Friedensbedingungen erhoffte. Wesentliche österreichische Politiker hatten unter dem nationalsozialistischen Regime gelitten – wie Leopold Figl und Adolf Schärf – oder emigrieren müssen (etwa Bruno Kreisky). So bezeichnen sich die Österreicher heute nahezu einhellig (mit Ausnahme betont deutschnationaler Bürger, die empirischen Untersuchungen zufolge weniger als fünf Prozent ausmachen) trotz der gemeinsamen Sprache wie Bairisch – wo zum Teil allerdings Unterschiede in Grammatik, Stil und besonders den Dialekten festzustellen sind – nicht als „Deutsche“; eine eigene österreichische Identität ist mittlerweile längst unverkennbar. In der Republik Österreich wird unterschieden zwischen deutsch-, slowenisch-, romanes-, slowakisch-, ungarisch und kroatischsprachigen Österreichern, entsprechend sind auch die offiziellen Minderheitensprachen geregelt.
In Österreich existiert vor allem im „Dritten Lager“ ein deutschnationaler Flügel, dessen Anhänger sich als Volksdeutsche sehen.

#### Liechtensteiner
Das Fürstentum Liechtenstein hat als einziges Land im deutschen Sprachraum ausschließlich Deutsch als Amts- und Schulsprache.
Nach dem Ende des Heiligen Römischen Reiches wurde Liechtenstein 1806 unabhängig und war im 19. Jahrhundert Mitglied des Deutschen Bundes. Wirtschaftlich war Liechtenstein von 1852 bis 1919 durch einen Zollvertrag mit Österreich verbunden. Nachdem die Habsburgermonarchie aufgelöst worden war, lehnte es sich dagegen zunehmend an die Schweiz an (Zollvertrag 1923). Am Beispiel der Landeshymne kann man erkennen, dass während des Ersten Weltkrieges das Deutschtum Liechtensteins infrage gestellt, von Zeitgenossen aber auch nachdrücklich verteidigt werden konnte. Die Mitte des 19. Jahrhunderts gedichtete Hymne Oben am deutschen Rhein war schon um 1895 verbreitet und spätestens ab 1920 offizielle Nationalhymne. Die Bezeichnung des Rheins als deutsch und gar deutliche Bezüge auf Deutschland („Dies liebe Heimatland im deutschen Vaterland“) erregten im 19. Jahrhundert offensichtlich noch keinen Anstoß. Noch 1916 konnte ein Landesgedicht den deutschen Rhein enthalten und der Dichter sich „als Deutscher“ bezeichnen. Fast gleichzeitig gab es jedoch auch den Versuch eines Dichters, mit dem Text „Oben am jungen Rhein“ deutsche Bezüge aus der Hymne zu entfernen – dieser traf durchaus auf Widerstand. Aus den 1930er Jahren sind teils heftige Auseinandersetzungen zwischen deutsch oder sogar nationalsozialistisch gesinnten Liechtensteinern und Liechtensteiner Landespatrioten auch um den Text der Hymne überliefert. Landestreue Gruppen nutzten einen „bereinigten“ Text, um sich von den Nationalsozialisten und dem Deutschen Reich abzugrenzen. Trotz erneuter Reformversuche kurz nach Kriegsende wurde erst 1963 ein leicht veränderter Text ohne den Begriff deutsch vom Landtag zur Landeshymne erklärt.

#### Deutschsprachige Gemeinschaft Belgiens
Deutsch ist eine der drei Amtssprachen Belgiens und wird als Muttersprache im Osten des Landes, vorwiegend in den Kantonen Eupen und Sankt Vith gesprochen. Den amtlichen Status genießt Deutsch in der Deutschsprachigen Gemeinschaft, die aus den Teilen Neu-Belgiens besteht, die bis 1920 zu Deutschland (Rheinprovinz) gehörten, außer den Gemeinden Malmedy und Weismes (Kanton Malmedy), wo schon vor der Angliederung an Belgien mehrheitlich Französisch gesprochen wurde. Darüber hinaus gibt es in Belgien Orte, in denen man schon vor 1920 deutsch sprach (Alt-Belgien). Sie liegen außerhalb der Deutschsprachigen Gemeinschaft Belgiens und die alleinige Amts- und Unterrichtssprache ist Französisch. Es handelt sich dabei um zwei getrennte Regionen: Alt-Belgien-Süd (das Areler Land) im äußersten Südosten des Landes; es umfasst die Stadt Arel und ein paar umgebende Dörfer, sowie Alt-Belgien-Nord (die Gegend um die Orte Bleiberg, Welkenraedt und Baelen, alle drei liegen westlich beziehungsweise nordwestlich von Eupen).

#### Luxemburger
Das Deutsche gilt in Luxemburg neben dem Luxemburgischen und Französischen als Amtssprache und ist eine der drei Verwaltungs- und Gerichtssprachen des Großherzogtums Luxemburg. Luxemburg gehörte vom Mittelalter bis 1795 zum Heiligen Römischen Reich. Ab 1815 war das Großherzogtum Mitglied des Deutschen Bundes. Nach dessen Auflösung 1866 gingen die Luxemburger auf Distanz zur deutschen Politik und zu den Deutschen und entwickelten erst ihre spezifische luxemburgische Kultur unter starken französischen und deutschen Einflüssen. Der Londoner Vertrag von 1867 legte später fest, dass Luxemburg als Staat bestehen blieb und das Land „auf ewig“ für neutral erklärt wurde. Dem Deutschen Reich trat Luxemburg nicht bei, sondern es wahrte seine Unabhängigkeit. Bei einem während der deutschen Besatzung durchgeführten Zensus antworteten die Luxemburger auf die Fragen nach Staatsbürgerschaft, Volkszugehörigkeit und Muttersprache jeweils mit „Luxemburgisch“. Nach den beiden Weltkriegen war ihre Identität stark antideutsch geprägt, was bei der Abgrenzung des Luxemburgischen vom Deutschen eine maßgebliche Rolle spielte. 1984 wurde Lëtzebuergesch als eigenständige Nationalsprache im Sprachengesetz verankert. Die standarddeutsche Sprache hat seitdem an Bedeutung verloren.

#### Südtiroler (Italien)
Südtirol musste 1919 durch den Vertrag von Saint-Germain von Österreich an Italien abgetreten werden. Das ab 1922 faschistische Italien unterdrückte die nichtitalienische Bevölkerung, deren Sprache und Kultur und betrieb eine rigorose Italianisierungspolitik. Der „Anschluss“ Österreichs an das Deutsche Reich hatte ein Abkommen zwischen Hitler und Mussolini zur Folge. Im Oktober 1939 hatten die überwiegend deutschsprachigen Südtiroler sowie die Ladiner zwischen dem Verbleib in ihrer Heimat bei Aufgabe der deutschen bzw. ladinischen Vor- und Nachnamen, ihrer Sprache und Kultur (Dableiber) zu wählen oder sie optierten, d. h. Auswanderung und Ansiedlung in Deutschland oder den im Zweiten Weltkrieg deutsch besetzten Gebieten sowie Annahme der deutschen Reichsbürgerschaft (Optanten). Zwar stimmten 86 % der Wahlberechtigten – nur Männer waren wahlberechtigt und stimmten ggf. für ihre Familien ab – für die Umsiedlung, tatsächlich wanderten von diesen jedoch nur 72.000 aus. Viele davon kehrten später zurück nach Südtirol.
1946 wurde Südtirol formal eine Autonomie zugestanden, die jedoch erst mit dem 2. Autonomiestatut von 1972 vollständig umgesetzt wurde. Heute gehören nach einem Tiefpunkt in den 1950er Jahren wieder etwa 69 % der Bevölkerung der deutschen Sprachgruppe an. Nach amtlicher Darstellung garantieren ein komplexes und ausdifferenziertes Rechtssystem, Ämterrotation, paritätische Gremienbesetzung und die proportionale Vertretung aller drei Sprachgruppen das friedliche Miteinander von Deutschsprachigen, Italienischsprachigen und Ladinern. Nach einer Umfrage des Landesinstituts für Statistik der Autonomen Provinz Bozen – Südtirol von 2014 geben 80,7 Prozent der dortigen deutschen Sprachgruppe als „territoriale, ethnische und nationale Zugehörigkeit“ an: „Südtiroler“. An zweiter Stelle steht mit 18,4 Prozent „Europäer“; als „Italiener“ bezeichneten sich 9,3 Prozent, als „Deutsche“ 4,0 Prozent (Mehrfachnennungen waren möglich).
In den italienischen Provinzen Trentino und Vicenza südlich der Alpen leben noch etwa 1000 Zimbern, Sprecher des südlichsten deutschen Dialektes, des Zimbrischen.

### Deutsche Minderheiten außerhalb des geschlossenen deutschen Sprachraums

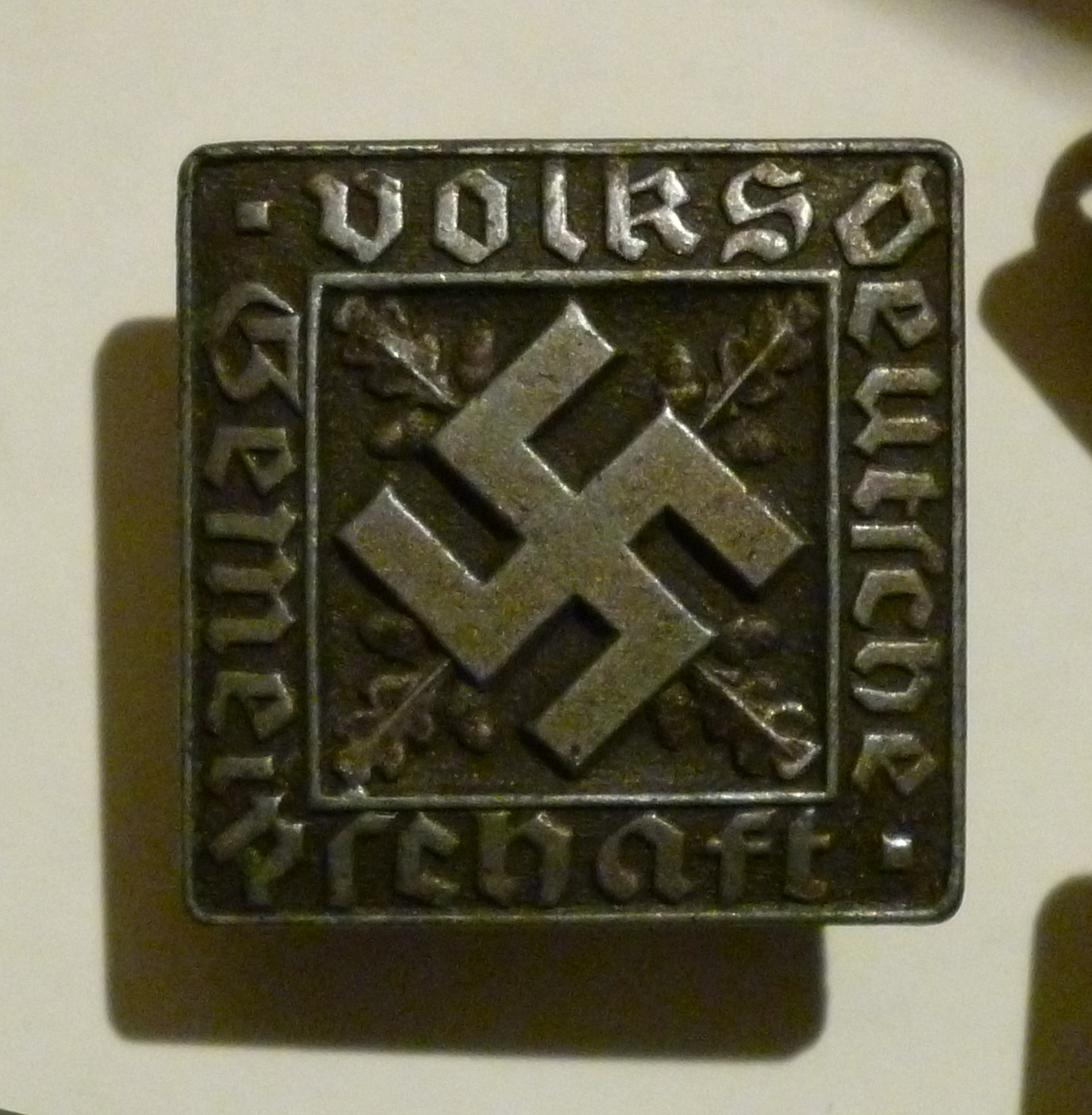
NS-Anstecker Volksdeutscher

Weltweite Verteilung von Deutschsprachigkeit:
Deutsch ist offizielle Amtssprache (de jure oder de facto) und Muttersprache der Bevölkerungsmehrheit.
Deutsch ist eine kooffizielle oder regionale Amts- und Verkehrssprache, doch nicht Muttersprache der Bevölkerungsmehrheit.
Deutsch (oder eine Varietät des Deutschen) ist eine rechtlich anerkannte Minderheitensprache (Quadrate bei zu geringer geografischer Ausdehnung/zu dünner Verteilung).
Deutsch (oder eine Varietät des Deutschen) wird von einer nennenswerten Minderheit gesprochen (>50.000), hat jedoch keinen rechtlichen Status.

Personen, die sich zur deutschen Kultur zugehörig fühlen, aber aus deutschen Siedlungsgebieten außerhalb Deutschlands stammen, wurden nach dem Ersten Weltkrieg und dann im nationalsozialistischen Deutschland als Volksdeutsche bezeichnet und teilweise in Absprache mit der Sowjetunion unter Josef Stalin unter dem Motto Heim ins Reich in Umsiedlungsprogrammen und nach rassischer und Erbgesundheitsprüfung vorrangig im besetzten Polen angesiedelt. Unter anderem die einschlägige Rechtsliteratur und Vertriebenenverbände nutzen die Bezeichnung Volksdeutsche weiterhin. Zu dieser Gruppe gehörige Spätaussiedler (§ 4 BVFG), die nach dem 31. Dezember 1992 die Nachfolgestaaten der Sowjetunion verlassen haben, um sich innerhalb eines halben Jahres in Deutschland niederzulassen, besitzen einen gebundenen Anspruch auf Verleihung der deutschen Staatsbürgerschaft. Soweit sie diesen Anspruch nicht eingelöst haben, gelten sie trotz ihrer deutschen Volkszugehörigkeit rechtlich nicht als Deutsche.
Deutschsprachige Minderheiten leben unter anderem in Polen (→ Deutsche Minderheit in Polen, insbesondere noch in Oberschlesien), Tschechien, der Slowakei, Ungarn (Ungarndeutsche) und Rumänien (Rumäniendeutsche), ferner außerhalb Europas in Israel, Namibia, Brasilien (→ Deutschbrasilianer), Chile (→ Deutsche in Chile) und in den USA (→ Deutschamerikaner). Des Weiteren gibt es eine kleinere Bosporus-Deutsche genannte Gruppe deutscher Einwanderer in der Türkei.
In den Auswanderergruppen erfolgte die Assimilation in unterschiedlichem Maß: viele Einwanderer haben sich völlig an die Kultur des Gastlandes angepasst und zum Teil auch ihre Namen entsprechend geändert (z. B. Schmidt in Smith), andere halten, in mehr oder weniger intensiver Form, kulturelle und folkloristische Traditionen aufrecht. Insbesondere der Zweite Weltkrieg trug dazu bei, dass viele Deutsche sich vom deutschen Mutterland eher distanzierten. Traditionsgebunden blieben dagegen vor allem die Amischen, die Mennoniten alter Ordnung und die Hutterer in den Vereinigten Staaten und Kanada sowie konservative Altkolonier-Mennoniten in Lateinamerika. Diese Gruppen umfassen mehr als eine halbe Million Menschen.

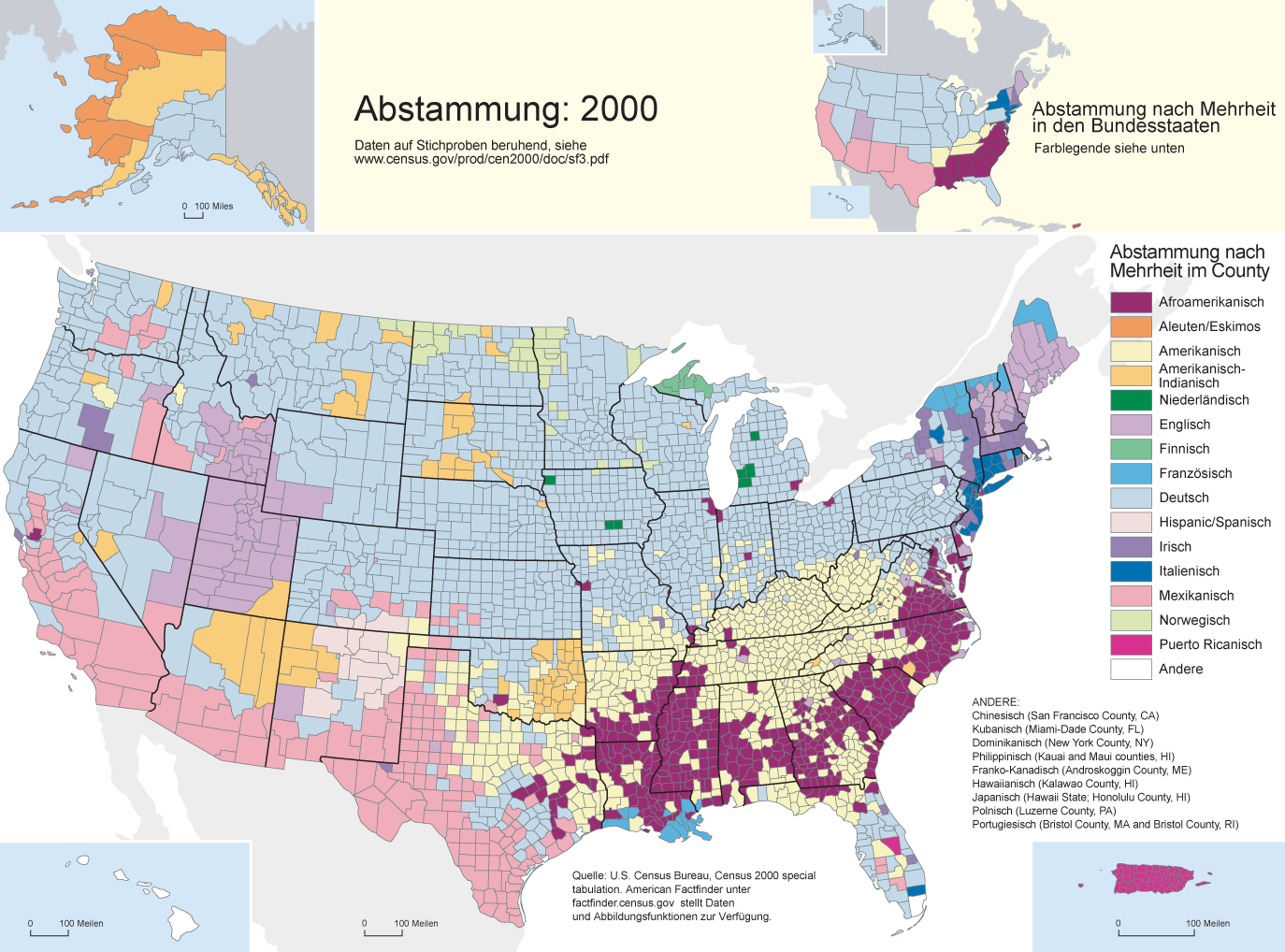
Mehrheitliche Abstammung nach County in den USA

In die USA gab es unterschiedliche Auswanderungswellen. Im 18. Jahrhundert siedelten sich viele Deutsche in New York und Pennsylvania an, darunter insbesondere in Germantown sowie die Gegend um Lancaster (Pennsylvania). Mitte des 19. Jahrhunderts war der Mittlere Westen als Ziel besonders beliebt. Unter den Städten waren Cincinnati, St. Louis, Chicago und Milwaukee die bevorzugten Orte, aber auch viele ländliche Gegenden von Ohio über Illinois bis nach North Dakota wurden von den eher landwirtschaftlich interessierten Auswanderern bevorzugt.
Die teilweise bereits vor 800 Jahren (Zimbern, Siebenbürger Sachsen, Zipser Sachsen, Baltendeutsche) oder deutlich später (Donauschwaben, Bukowinadeutsche, Wolgadeutsche, Schwarzmeerdeutsche) nach Ostmittel- und Osteuropa sowie dem Balkan ausgewanderten Deutschen hatten sich ihre kulturelle Identität teils bewahrt, sich aber zum großen Teil auch mit der jeweiligen einheimischen Bevölkerung vermischt. Nach dem Ende des Zweiten Weltkrieges wurden sie fast zur Gänze deportiert, vertrieben, flohen oder emigrierten in der folgenden Zeit. Nur noch in Polen, Ungarn, Russland (Russlanddeutsche), Kasachstan, Kirgisistan, in schnell abnehmender Zahl in Rumänien und in geringer Zahl auch in der Tschechischen Republik sowie den Republiken des ehemaligen Jugoslawiens (Jugoslawiendeutsche) gibt es (nach eigenem Selbstverständnis) noch Minderheiten, die zum Teil von mittelalterlichen oder neuzeitlichen deutschen Auswanderern abstammen.
Die im 19. und 20. Jahrhundert ausgewanderten deutschen Gemeinschaften haben sich ihre Identität vor allem in Brasilien (Gebiet um Blumenau in Santa Catarina sowie um Novo Hamburgo in Rio Grande do Sul), Argentinien (Misiones, Crespo, Coronel Suárez, Bariloche, Villa General Belgrano), Chile (beispielsweise Gebiete um Valdivia, Osorno, Puerto Varas und Puerto Montt), Paraguay (unter anderem Mennoniten im Gran Chaco und Schwaben im Departamento Itapúa) und in Namibia erhalten. Dort gibt es jeweils auch deutschsprachige Zeitungen (z. B. die Allgemeine Zeitung in Namibia), Schulen und ein mehr oder weniger reges Kulturleben.